# Categorías raciales en los censos brasileños

Estados con alta o considerable proporción de blancos.
Estados con alta o considerable proporción de pardos.

Brasil es uno de los pocos países de América Latina que incluye categorías raciales en sus censos: blanco (branco), negro (preto), pardo, amarillo (amarelo) e indígena. La categorización se efectúa por autoidentificación.

## Categorización
|                 | Población (miles de personas) | Porcentaje |
| --------------- | ----------------------------- | ---------- |
| Total           | 204.450                       | 100%       |
| Blanca          | 91.051                        | 47.51%     |
| Negra           | 14.517                        | 7.61%      |
| Parda           | 84.700                        | 43.13%     |
| Amarilla        | 2.080                         | 2.1%       |
| Indígena        | 896                           | 0.6%       |
| Sin declaración | 130                           | 0.7%       |

La categoría mayoritaria, según la última encuesta nacional de vivienda llevada a cabo en 2008, es la correspondiente a "blanco", con un 48,43% de los brasileños, seguida por la correspondiente a "pardo", con el 43,8% Comparando con censos anteriores, se observa un lento pero constante descenso en los porcentajes de brasileños que se autodeclaran blancos: en el censo de 2000 fue de un 53,7% pero en la encuesta de hogares de 2006 fue de 49,9%; y en la encuesta de 2008 se redujo aún más, al 48,4% actual. Algunos analistas consideran que la disminución en los porcentajes se debe al mayor número de brasileños que revalorizan su herencia africana, y entonces se reclasifican como pardos.

## Distribución
La población blanca brasileña se encuentra distribuida por todo el territorio nacional, pero se concentra principalmente en los tres estados del sur, donde un 79,6% de los censados se autodeclaran blancos. Los estados con mayores porcentajes de autoidentificados como blancos son: Santa Catarina (85,7%), Río Grande del Sur (81,4%), Paraná (71,3%) y São Paulo (64.4%). Otros cuatro estados poseen una importante proporción de blancos en sus poblaciones, y son: Río de Janeiro (55,8%), Mato Grosso del Sur (51,6%), Minas Gerais (44,2%) y Goiás (40,1%).